# وكالة المساهمات الحكومية
وكالة المساهمات الحكومية ( Agence des Participations de l'État ) هي وكالة خاصة تابعة للجمهورية الفرنسية تدير حيازات الدولة في حوالي 70 شركة، بما في ذلك أورنج ومجموعة رينو والخطوط الجوية الفرنسية . تم تأسيسها في عام 2004. كل هذه الشركات يمكن اعتبارها شركات مملوكة للدولة .

## قائمة الشركات
تقسم الوكالة مقتنياتها إلى مؤسسات مدرجة في البورصة ومؤسسات غير مسعرة. الشركات الكبرى في عام 2015 ، باستثناء الكيانات الثانوية، وهي:
- مطارات باريس
- الخطوط الجوية الفرنسية
- ديكسيا
- كهرباء فرنسا
- إنجي
- أورنج
- هورانو
- رينو
- سافران
- مجموعة تاليس
- سوجيبا
  - إيرباص
  - مجموعة بي أس إيه
- مطار بازل - ميلوز - فريبورغ الأوروبي
- مطار ليون
- مطار نيس كوت دازور
- Bpifrance
- المجموعة البحرية
- تلفزيون فرنسا
- أنظمة نكستر
- ميناء جراند البحرية دي دونكيرك
- ميناء جراند مارسيليا البحري
- جراند بورت دو هافر البحري
- المطبعة الوطنية
- فرانسيس دي جيو (يانصيب)
- لا موناي دي باريس
- لا بوست
- LFB ، سابقا مختبر التكسير والتكنولوجيا الحيوية الفرنسية
- ميناء باريس المستقل
- Semmaris ، بالكامل في شركة رونجيس الوطنية المشتركة لتخطيط وإدارة المشاريع
- SFIL ، سابقًا شركة تمويل محلية
- SNCF Mobilités ، ذراع المرور في الشركة الوطنية للسكك الحديدية (فرنسا)
- SNCF Réseau ، ذراع شبكة الشركة الوطنية للسكك الحديدية (فرنسا)

## روابط خارجية
- الموقع الرسمي
 (in French)